# أمبروز اولسن
أمبروز اولسن (بالإنجليزية: Ambrose Olsen)‏ هو عارض أمريكي، ولد في 27 نوفمبر 1985 في هومير في الولايات المتحدة، وتوفي في 22 أبريل 2010 في نيويورك في الولايات المتحدة بسبب شنق.